# رودريغو إسبيندولا
رودريغو إسبيندولا (بالإسبانية: Rodrigo Espíndola)‏ هو لاعب كرة قدم أرجنتيني في مركز الدفاع، ولد في 29 يوليو 1989 في مدينة مونتي غراندي في الأرجنتين، وتوفي بنفس المكان في 13 مايو 2016. لعب مع تشاكاريتا جيونيورز ونادي راسينغ ونويفا شيكاجو.

## وصلات خارجية
- رودريغو إسبيندولا على موقع قاعدة بيانات كرة القدم.إي يو (الإنجليزية)
- رودريغو إسبيندولا على موقع Soccerway.com (الإنجليزية)